# Jorge de la Vega (Maler)

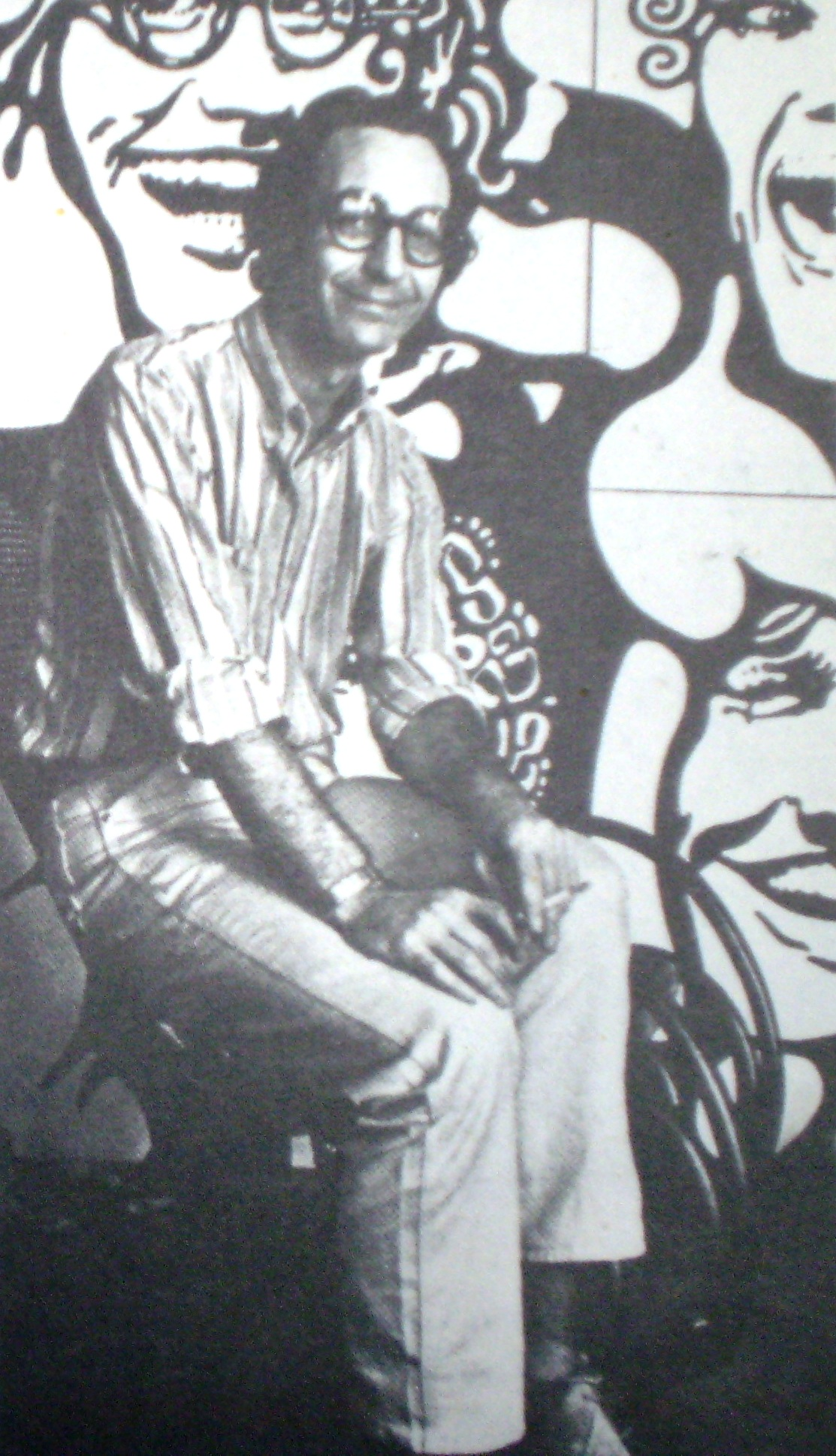
Jorge de la Vega

Jorge de la Vega (* 27. März 1930 in Buenos Aires; † 26. August 1971 ebenda) war ein argentinischer Maler.
De la Vega studierte zunächst in Buenos Aires Architektur. Zur Malerei kam er als Autodidakt. Von 1961 bis 1965 gehörte er der Künstlergruppe Nueva Figuración an. In seinen grundsätzlich abstrakten Bilder können auch Hinweise auf Gegenständliches auftauchen. Seine Werke hängen in verschiedenen Museen in Argentinien, sowie im Phoenix Art Museum, dem Museu de Arte Moderna do Rio de Janeiro (Brasilien) und dem Art Museum of the Americas am OAS in Washington, D.C. Er war verheiratet mit Pauleta de la Vega.